# Nikolas Veratschnig
Nikolas Veratschnig, né le 24 janvier 2003 à Villach en Autriche, est un footballeur autrichien qui joue au poste d'arrière droit ou de milieu de terrain au FSV Mayence.

## Biographie

### En club
Né à Villach en Autriche, Nikolas Veratschnig commence le football dans le club du SV Feldkirchen (en) avant d'être formé au Wolfsberger AC. Le 2 décembre 2021, Veratschnig signe son premier contrat professionnel, d'une durée de deux ans et demi, soit jusqu'en juin 2024,.
Il joue son premier match en professionnel le 27 février 2022, lors d'une rencontre de première division autrichienne face au FK Austria Vienne. Il entre en jeu à la place de Matthäus Taferner et son équipe s'incline par un but à zéro.
Lors de l'été 2024, Nikolas Veratschnig rejoint l'Allemagne en s'engageant en faveur du FSV Mayence. Le transfert est annoncé le 25 juin 2024 et il signe un contrat de quatre ans, soit jusqu'en juin 2028,.

### En sélection
Nikolas Veratschnig représente l'équipe d'Autriche des moins de 19 ans. Avec cette sélection il participe au championnat d'Europe des moins de 19 ans en 2022. Lors de ce tournoi organisé en Slovaquie il joue quatre matchs, tous en tant que titulaire. Les jeunes Autrichiens s'inclinent lors du match pour la cinquième place, face à la Slovaquie (1-0 score final).
En septembre 2022, Nikolas Veratschnig est appelé pour la première fois avec l'équipe d'Autriche espoirs. Il fait sa première apparition avec les espoirs le 23 septembre 2022, contre la Monténégro. Il entre en jeu à la place de Luca Kronberger et son équipe s'impose par cinq buts à un.
Le 7 juin 2024, Veratschnig se fait remarquer en réalisant un quadruplé avec les espoirs, lors d'un match amical contre l' Écosse. Ses quatre buts permettent à son équipe de l'emporter par cinq buts à zéro.